# Hlobyne

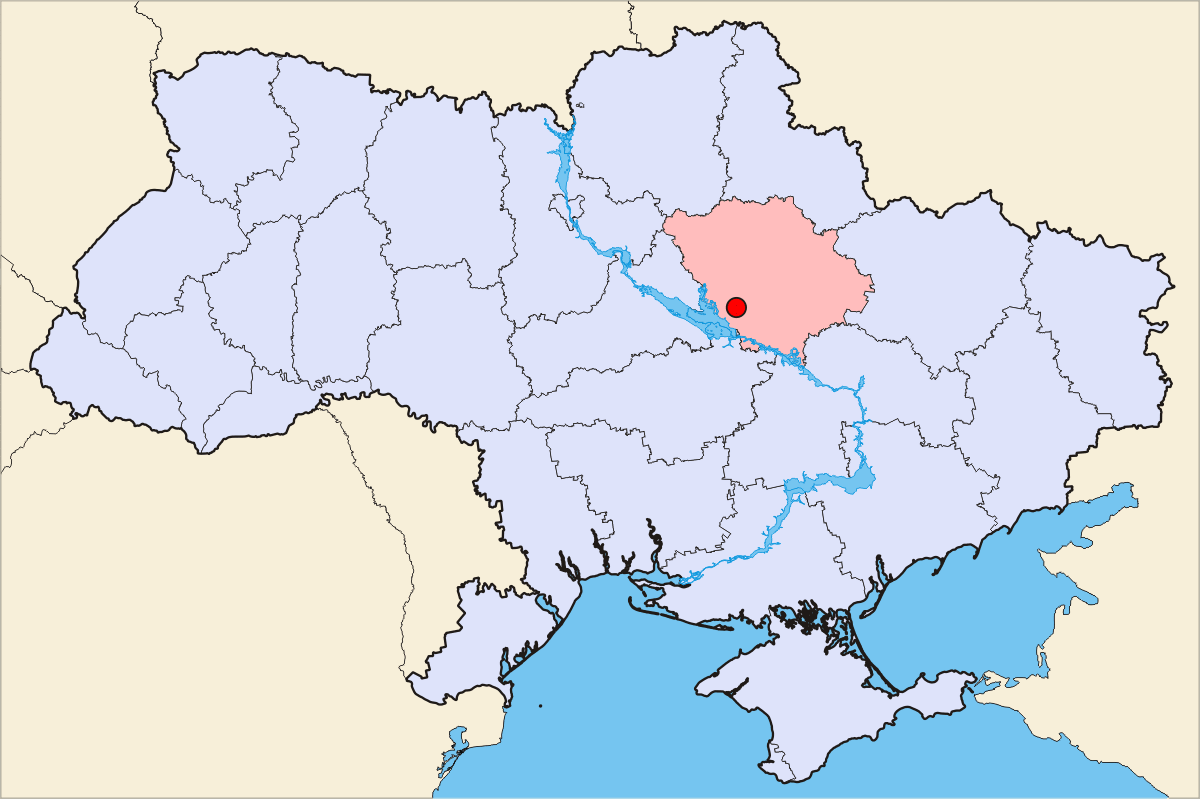
A localização de Hlobyne na Ucrânia

Hlobyne é uma cidade situada na região central da Ucrânia, em Oblast de Poltava. Segundo o censo de 2001, a população da cidade era de 12.902 habitantes.